# Зарічний (Граховський район)
Зарі́чний (рос. Заречный) — село (колишнє селище) в Граховському районі Удмуртії, Росія.

## Населення
Населення — 356 осіб (2010; 473 у 2002).
Національний склад станом на 2002 рік:
- росіяни — 81 %

## Господарство
В селі діють середня школа, дитячий садок, бібліотека, будинок культури та фельдшерсько-акушерський пункт. Серед підприємств працює Граховський конезавод, який утворений в травні 1948 року з евакуйованих сюди конезаводів.

## Історія
В середині XVIII століття нижньогородський купець Гнат Федорович Осокин викупив землі для будівництва Бемишевського заводу, у тому числі і землі біля річки Адамка. Пізніше завод і землі успадкував поміщик Євграф Олексійович Лебедєв, який завіз сюди кріпосних селян з Нижньогородської губернії. Вони утворили село Пустош. За даними 10-ї ревізії 1859 року в селі було 62 двори та проживало 366 осіб. Пізніше частина дворів, збудований уздовж річки Январка стали називатись село Лебедівка. Перед революцією один з нащадків Лебедєва здав землю в Казанський поземельний банк, який управляв нею до 1917 року. Після революції в селі була організована комуна «Безбожник». До 1921 року село входило в склад Граховської волості Єлабузького повіту, потім — Можгинського повіту. В 1924 році Лебедівка та Пустош увійшли до складу Граховської сільської ради, але вже в 1925 році була утворена Лебедівська сільська рада з центром в селі Лебедівка. В роки Другої Світової війни в Пустош евакуюються конезаводи, а в 1950-их роках село стає селищем Зарічний. 1963 року Лебедівська сільська рада ліквідується і села переходять до складу Граховської сільської ради. 20 лютого 1978 року до селища було приєднане село Лебедівка. В 1985 році формується Заріченська сільська рада. 2004 року вона була ліквідована, а селище відійшло до складу Поримозаріченого сільського поселення. З 26 жовтня 2004 року Зарічний втратив статус селища і став селом.

## Вулиці[3]
- вулиці — Гагаріна, Гвоздухіна, Дорожна, Конезаводська, Космонавтів, Лебедівська, Нова, Соснова, Центральна, Шкільна